# آرامگاه امامزاده عبدالرحمن
بقعه امامزاده عبدالرحمن مربوط به دوره قاجار است و در شهرستان گرمسار، روستای کوشک واقع شده و این اثر در تاریخ ۲۵ اسفند ۱۳۸۰ با شمارهٔ ثبت ۵۶۶۰ به‌عنوان یکی از آثار ملی ایران به ثبت رسیده است.